# 桑德尔·艾特雷姆
桑德尔·艾特雷姆（挪威語：Sander Eitrem，2002年2月12日—），挪威男子速度滑冰运动员，2024年欧洲速度滑冰锦标赛男子团体追逐赛金牌得主和男子5000米铜牌得主、2024年世界单程距离速度滑冰锦标赛男子团体追逐赛银牌得主和男子5000米铜牌得主。 